# Breslaus voetbalkampioenschap 1922/23
In 1922/23 werd het zestiende Breslaus voetbalkampioenschap gespeeld, dat georganiseerd werd door de Zuidoost-Duitse voetbalbond. De competitie werd gesplitst in drie groepen waarvan de twee beste teams zich plaatsten voor een eindronde. Vereinigte Breslauer Sportfreunde werd kampioen en plaatste zich voor de Midden-Silezische eindronde. Na overwinningen op Strehlener Sportfreunde en SSC 01 Oels stootte de club door naar de Zuidoost-Duitse eindronde. De club werd ook daar kampioen en plaatste zich zo voor de eindronde om de Duitse landstitel, waarin de club in de eerste ronde verloor van SpVgg Fürth.

## Gau Breslau

### Eerste fase

#### Groep West
| Plaats | Club                        | Wed. | W | G | V | Saldo | Ptn  |
| ------ | --------------------------- | ---- | - | - | - | ----- | ---- |
| 1.     | SC Hertha Breslau           | 6    | 6 | 0 | 0 | 16:2  | 12:0 |
| 2.     | Breslauer SC 08             | 6    | 3 | 1 | 2 | 20:10 | 7:5  |
| 3.     | VSV Union Wacker 08 Breslau | 6    | 2 | 1 | 3 | 10:14 | 5:7  |
| 4.     | SC Schlesien Breslau        | 6    | 0 | 0 | 6 | 9:29  | 0:12 |

|  | Geplaatst voor Oberklasse  |
|  | Geplaatst voor Unterklasse |

#### Groep Noord
| Plaats | Club                     | Wed. | W | G | V | Saldo | Ptn  |
| ------ | ------------------------ | ---- | - | - | - | ----- | ---- |
| 1.     | SC Alemannia Breslau     | 6    | 5 | 0 | 1 | 11:7  | 10:2 |
| 2.     | Breslauer FV 06          | 6    | 4 | 0 | 2 | 13:7  | 8:4  |
| 3.     | SC Germania Breslau      | 6    | 2 | 0 | 4 | 3:13  | 4:8  |
| 4.     | Breslauer SpVgg Komet 05 | 6    | 1 | 0 | 6 | 5:5   | 2:10 |

|  | Geplaatst voor Oberklasse  |
|  | Geplaatst voor Unterklasse |

#### Groep Zuid
| Plaats | Club                              | Wed. | W | G | V | Saldo | Ptn  |
| ------ | --------------------------------- | ---- | - | - | - | ----- | ---- |
| 1.     | Vereinigte Breslauer Sportfreunde | 6    | 5 | 1 | 0 | 30:5  | 11:1 |
| 2.     | VfB 1898 Breslau                  | 6    | 4 | 0 | 2 | 18:11 | 8:4  |
| 3.     | VfR 1897 Breslau                  | 6    | 1 | 1 | 4 | 6:27  | 3:9  |
| 4.     | SC Vorwärts Breslau               | 6    | 0 | 2 | 4 | 4:15  | 2:10 |

|  | Geplaatst voor Oberklasse  |
|  | Geplaatst voor Unterklasse |

### Tweede fase

#### Oberklasse
| Plaats | Club                              | Wed. | W  | G | V | Saldo | Ptn   |
| ------ | --------------------------------- | ---- | -- | - | - | ----- | ----- |
| 1.     | Vereinigte Breslauer Sportfreunde | 10   | 10 | 0 | 0 | 38:5  | 20:0  |
| 2.     | Breslauer SC 08                   | 9    | 7  | 0 | 2 | 32:11 | 14:4  |
| 3.     | VfB 1898 Breslau                  | 10   | 5  | 0 | 5 | 20:14 | 10:10 |
| 4.     | Breslauer FV 06                   | 9    | 2  | 1 | 6 | 16:18 | 5:13  |
| 5.     | SC Alemannia Breslau              | 10   | 2  | 1 | 7 | 6:35  | 5:15  |
| 6.     | SC Hertha Breslau                 | 10   | 1  | 2 | 7 | 10:39 | 4:16  |

|  | Kampioen |

#### Unterklasse
| Plaats | Club                     | Wed. | W | G | V | Saldo | Ptn   |
| ------ | ------------------------ | ---- | - | - | - | ----- | ----- |
| 1.     | SC Vorwärts Breslau      | 10   | 6 | 2 | 2 | 22:13 | 14:06 |
| 2.     | Breslauer SpVgg Komet 05 | 10   | 5 | 1 | 4 | 32:16 | 11:09 |
| 3.     | SC Germania Breslau      | 10   | 5 | 1 | 4 | 25:21 | 11:09 |
| 4.     | VSV Union Wacker Breslau | 10   | 3 | 3 | 4 | 20:24 | 09:11 |
| 5.     | VfR 1897 Breslau         | 10   | 2 | 4 | 4 | 13:22 | 08:12 |
| 6.     | SC Schlesien Breslau     | 10   | 3 | 1 | 6 | 20:36 | 07:13 |

|  | Degradatie |

## 1. Klasse
Voor het volgende seizoen wordt de tweede klasse herleid naar één reeks en wordt omgedoopt in B-Liga. Alle  tweede elftallen degradeerden sowieso. 

### Eerste fase

#### Groep 1
| Plaats | Club                              | Wed. | W  | G | V | Saldo | Ptn   |
| ------ | --------------------------------- | ---- | -- | - | - | ----- | ----- |
| 1.     | TV Vorwärts Breslau               | 10   | 10 | 0 | 0 | 44:03 | 20:00 |
| 2.     | Vereinigte Breslauer Rasenfreunde | 10   | 6  | 1 | 3 | 12:14 | 13:07 |
| 3.     | SC Sturm 1916 Brockau             | 10   | 5  | 1 | 4 | 15:14 | 11:09 |
| 4.     | Breslauer SC 08 II                | 10   | 5  | 0 | 5 | 17:17 | 10:10 |
| 5.     | SC Hertha Breslau II              | 10   | 2  | 0 | 8 | 06:25 | 04:16 |
| 6.     | SC Schlesien Breslau II           | 10   | 1  | 0 | 9 | 12:33 | 02:18 |

|  | Geplaatst voor tweede fase |
|  | Degradatie                 |

#### Groep 2
| Plaats | Club                         | Wed. | W | G | V | Saldo | Ptn   |
| ------ | ---------------------------- | ---- | - | - | - | ----- | ----- |
| 1.     | Breslauer FV 06 II           | 10   | 7 | 1 | 2 | 28:11 | 15:05 |
| 2.     | ATV Breslau                  | 10   | 5 | 3 | 2 | 32:15 | 13:07 |
| 3.     | Breslauer SpVgg Komet 05 II  | 10   | 5 | 2 | 3 | 21:19 | 12:08 |
| 4.     | BV Minerva 1909 Breslau      | 10   | 4 | 2 | 4 | 17:17 | 10:10 |
| 5.     | SC Germania Breslau II       | 10   | 2 | 1 | 7 | 14:30 | 05:15 |
| 6.     | SC Alemannia 1909 Breslau II | 10   | 2 | 1 | 7 | 13:33 | 05:15 |

|  | Geplaatst voor tweede fase |
|  | Degradatie                 |

#### Groep 3
| Plaats | Club                                 | Wed. | W | G | V  | Saldo | Ptn   |
| ------ | ------------------------------------ | ---- | - | - | -- | ----- | ----- |
| 1.     | Vereinigte Breslauer Sportfreunde II | 10   | 7 | 1 | 2  | 24:11 | 15:05 |
| 2.     | VfB 1898 Breslau II                  | 10   | 7 | 1 | 2  | 26:12 | 15:05 |
| 3.     | SC Eintracht 1907 Breslau            | 10   | 6 | 2 | 2  | 15:10 | 14:06 |
| 4.     | SC Askania 1909 Breslau              | 10   | 4 | 0 | 6  | 34:14 | 08:12 |
| 5.     | SC Vorwärts 1910 Breslau II          | 10   | 3 | 2 | 5  | 22:24 | 08:12 |
| 6.     | VfR 1897 Breslau II                  | 10   | 0 | 0 | 10 | 07:57 | 00:20 |

|  | Geplaatst voor tweede fase |
|  | Degradatie                 |

### Tweede fase
Door de competitiehervorming was er geen promotie dit jaar naar de hoogste klasse. 
| Plaats | Club                                 | Wed. | W | G | V | Saldo | Ptn   |
| ------ | ------------------------------------ | ---- | - | - | - | ----- | ----- |
| 1.     | TV Vorwärts Breslau                  | 8    | 6 | 2 | 0 | 26:06 | 14:02 |
| 2.     | VfB 1898 Breslau II                  | 8    | 6 | 1 | 1 | 25:09 | 13:03 |
| 3.     | Breslauer FV 1906 II                 | 8    | 4 | 1 | 3 | 13:16 | 09:07 |
| 4.     | Vereinigte Breslauer Sportfreunde II | 7    | 3 | 1 | 3 | 09:06 | 07:07 |
| 5.     | SC Eintracht 1907 Breslau            | 8    | 3 | 1 | 4 | 03:08 | 07:09 |
| 6.     | SC Sturm 1916 Brockau                | 7    | 3 | 0 | 4 | 06:13 | 06:08 |
| 7.     | ATV Breslau                          | 7    | 3 | 0 | 4 | 07:16 | 06:08 |
| 8.     | Vereinigte Breslauer Rasenfreunde    | 8    | 2 | 0 | 6 | 13:23 | 04:12 |
| 9.     | Breslauer SpVgg Komet 05 II          | 8    | 1 | 0 | 7 | 06:11 | 02:14 |

|  | Degradatie |